# Zinaida Ivanovna Naryškina
La principessa Zinaida Ivanovna Naryškina (Mosca, 2 novembre 1809 – Parigi, 16 ottobre 1893) è stata una nobildonna russa.

## Biografia
Discendente da un ramo cadetto della famiglia Naryškin, Zinaida Ivanovna era la figlia del ciambellano Ivan Dmitrievič Naryškin, e di sua moglie, Varvara Nikolaevna Ladomirskaja, la figlia illegittima del favorito dell'imperatrice Caterina II, Ivan Nikolaevič Rimskij-Korsakov e della contessa Ekaterina Stroganova.
I genitori hanno fatto ogni sforzo per garantire che Zinaida e suo fratello Dmitrij ricevessero una buona educazione. Successivamente, la principessa si distinse per la sua conoscenza della poesia e dell'arte, fu lei a continuare la collezione di dipinti che gli antenati di suo marito iniziarono a raccogliere.

## Matrimoni

### Primo Matrimonio
Zinaida incontrò il suo futuro marito, il principe Boris Nikolaevič Jusupov, a Mosca durante le celebrazioni dell'incoronazione del 1826. A quel tempo aveva già trent'anni e vedovo da sei (nel 1820 la sua prima moglie era morta di parto). La quindicenne Zinaida era una delle più brillanti bellezze dell'alta società.
Il principe Jusupov fu costretto a fare molti sforzi per conquistare il favore dei genitori di Zinaida. L'11 ottobre 1826, ebbe luogo il fidanzamento. Ma il matrimonio è stato rinviato a causa dell'interferenza della principessa Tatiana, madre del principe Jusupov.
Un magnifico matrimonio ebbe luogo il 19 gennaio 1827 a Mosca, ma non andò tutto bene. Jusupov andò in chiesa, dimenticando di ricevere la benedizione di suo padre, per la quale dovette tornare a casa. Nella chiesa, Zinaida lasciò cadere l'anello, rotolò così lontano che non lo trovarono e ne presero un altro.
La coppia ebbe due figli:
- Nikolaj Borisovič (12 ottobre 1827-1891), sposò la cugina Tat'jana Aleksandrovna Ribaupierre, ebbero tre figli;
- Anastasia Borisovna (nata e morta nel 1829).

Dopo la nascita della figlia, la coppia visse separata.
Zinaida Ivanovna era una delle donne più alla moda della capitale, i suoi contemporanei notarono la sua naturale bellezza e intelligenza. Il conte Sollogub ha ricordato che era "carina, gentile e affabile". Nel 1830, Zinaida Ivanovna iniziò una relazione con la guardia di cavalleria Nikolaj Andreevič Gervais. Presto anche il coniuge venne a conoscenza della relazione. Salvando Zinaida dai pettegolezzi, Gervais lasciò San Pietroburgo. Nel 1841. Durante una spedizione nella Grande e Piccola Cecenia, Gervais fu ferito e morì due mesi dopo.
Il pronipote di Zinaida, il principe Felix, scrisse nelle sue "Memorie": "La mia bisnonna era una bellezza, viveva allegramente, aveva più di un'avventura". Fu molto amata e coccolata a corte sia dall'imperatrice che dall'imperatore Nicola I, soprattutto fino alla sua sfortunata caduta dalla carrozza (nell'autunno del 1834), che la rese zoppa per sempre e la privò della sua principale occupazione e della sua passione: ballare.

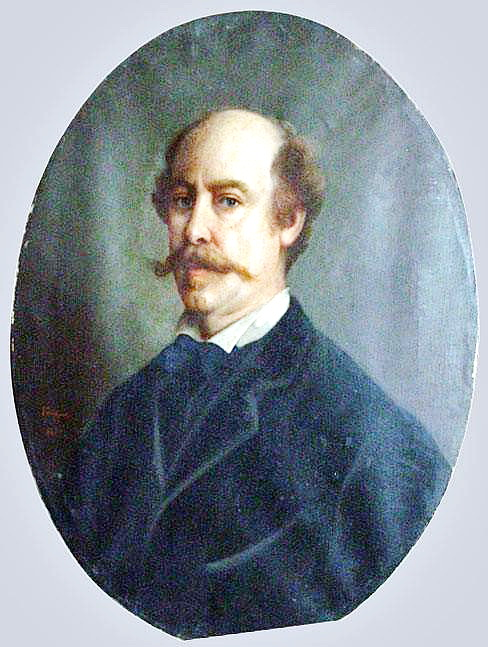
Ritratto del conte de Chauveau

### Secondo matrimonio
Nell'ottobre 1849 morì il principe Jusupov e la vedova lasciò la Russia. Secondo il pronipote, ciò è accaduto a causa di una lite con l'imperatore. Alla fine del 1850, in Francia, la principessa incontrò Louis Charles Honore Chauvet (1829-1889), capitano di stato maggiore della Guardia nazionale del dipartimento della Senna, che aveva 20 anni meno di lei. Il 7 maggio 1861, la coppia si sposò nella chiesa del palazzo di Liteiny. Gli sposi andarono in luna di miele in Svizzera. La corte russa era insoddisfatta di questa unione. E Zinaida risolse il problema acquisendo il titolo di conte di Chauvet e marchese de Serre per suo marito. Dal 1860 fu consigliere generale del dipartimento del Finistère del distretto di Concarneau nella provincia della Bretagna.
Ne 1862 suo marito acquistò il Castello di Kériolet. Grazie al gusto di Zinaida Ivanovna, l'austero castello fu trasformato in un lussuoso palazzo pieno di mobili raffinati e opere d'arte. Nel 1891 lasciò in eredità la tenuta ai residenti del dipartimento del Finistère con la condizione che vi fosse aperto un museo. Dal 1902 il castello iniziò a crollare e nel 1924 sua nipote Zinaida poté dichiarare i diritti di successione (il testamento conteneva una condizione per la conservazione della casa così com'è). Nel 1960, il principe Feliks vendette il castello.

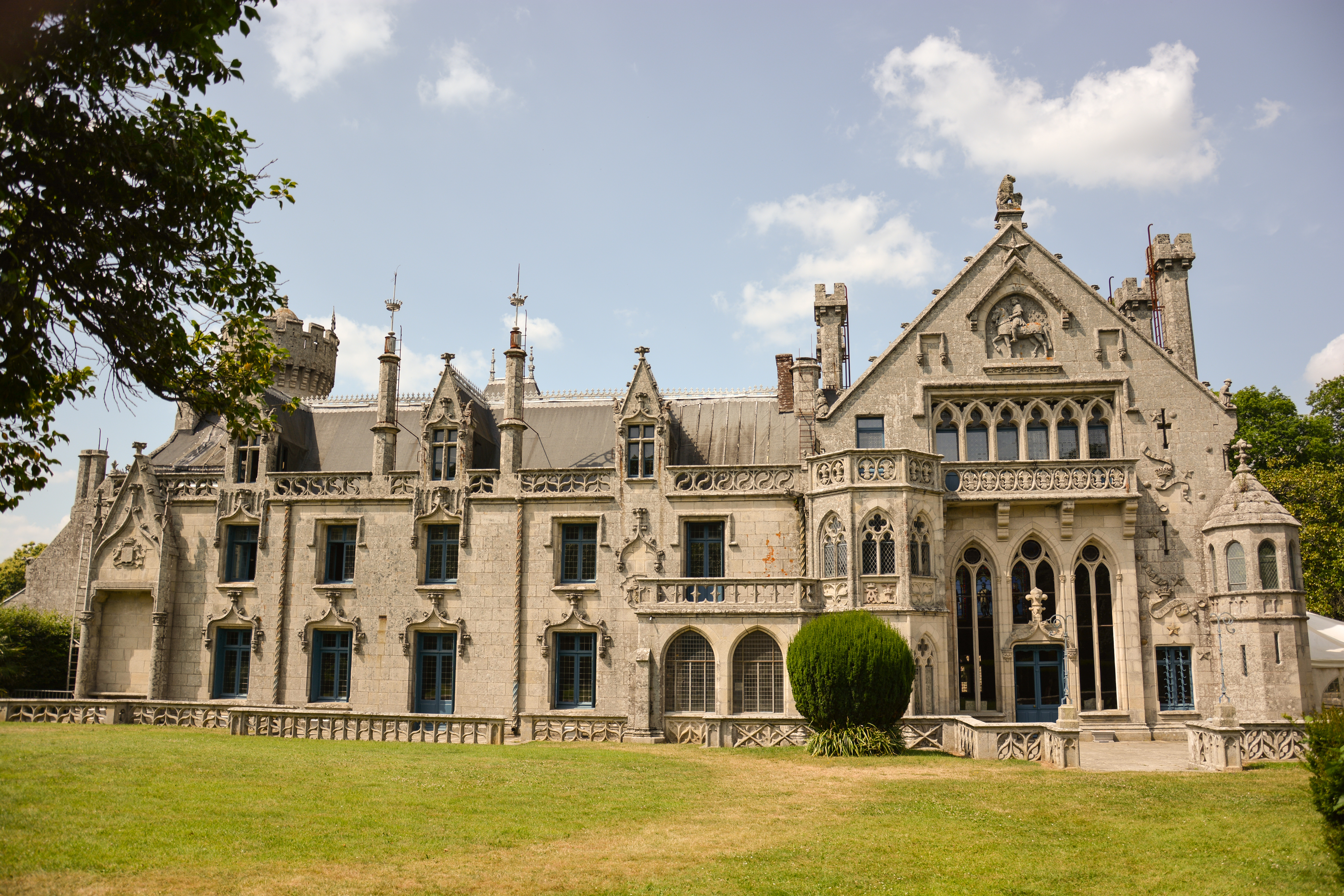
Il castello di Kériolet

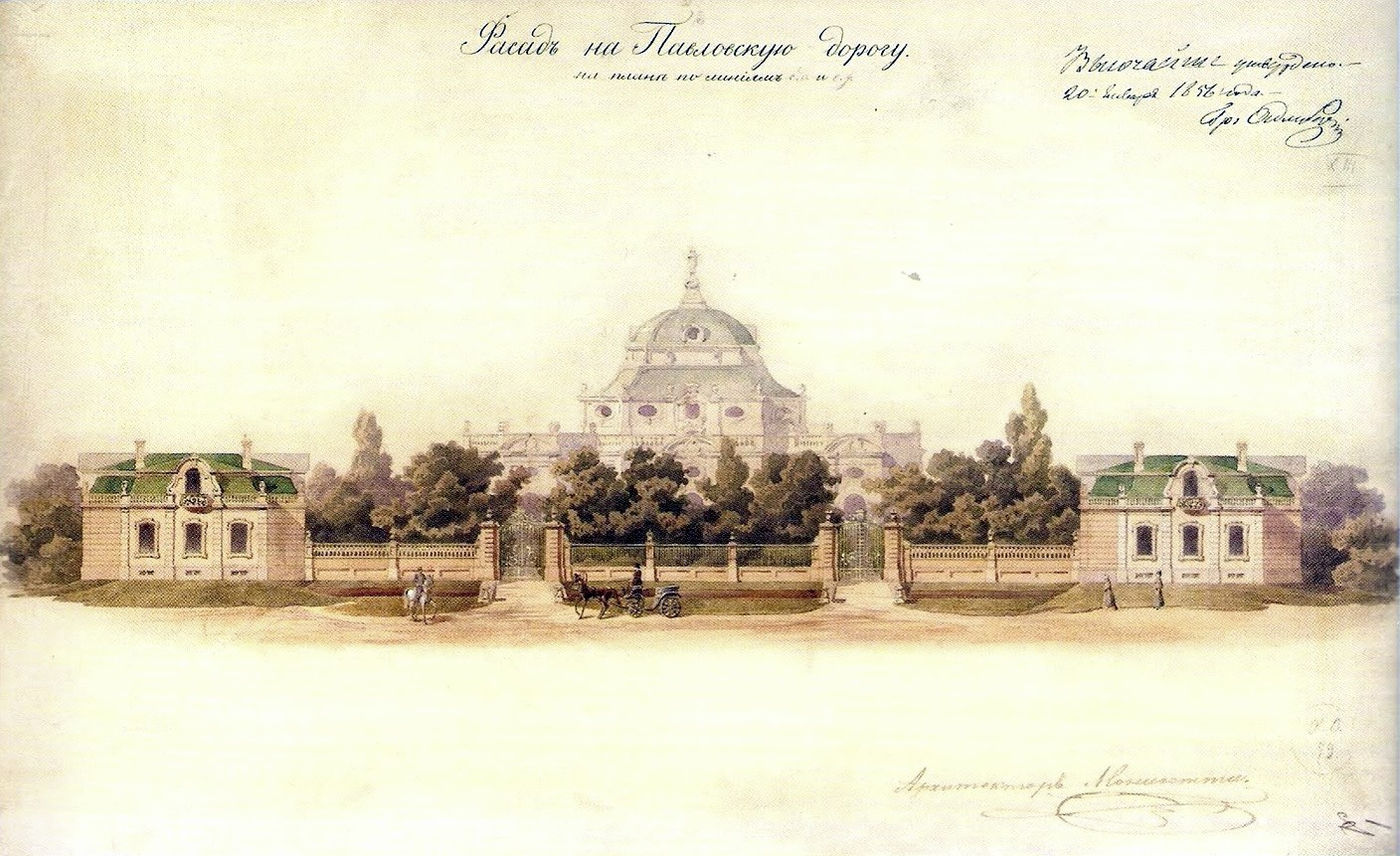
La Dacia della principessa Jusupova, costruita da Ippolit Monighetti.

## Morte
Negli ultimi anni, Zinaida Ivanovna ha vissuto principalmente a Parigi. Nel 1893, Zinaida sognò di visitare la sua terra natale, ricevendo persino il permesso, ma morì lo stesso anno. Secondo la sua volontà, il corpo fu trasportato in Russia e sepolto nell'Eremo della Trinità-Sergio, nel limite inferiore della Chiesa di San Sergio di Radonezh, che fu costruita dall'architetto Aleksej Markovič Gornostaev a spese della principessa.